# David Gore
David Gore (Hollywood, California, 23 de agosto de 1996) es un actor estadounidense que apareció en varias películas como la película original de Nickelodeon, Merry Christmas Drake & Josh como Zigfee. David se convirtió en un artista ganador del premio joven en el 2009. En la voz-sobre el papel como Scooter en la película de animación futuro Fly Me To The Moon, el cual fue lanzado a principios de 2008. También desempeño un papel recurrente como Kirby Cheddar en la serie de Disney XD, Zeke y Luther.

## Filmografía
- Eye See Me ... Henry (2007)
- Fly Me To The Moon ... Scooter (voz) (2008)
- Wizards of Waverly Place ... Benji (2008)
- Merry Christmas, Drake & Josh ... Zigfee (2009)
- This Might Hurt ... Patrick (2009)
- Worst Week ... Sandeep (2009)
- Tim and Eric Awesome Show, Great Job! ... Estudiante (2007-2009)
- Lie to Me ... Walter Grinwis (2009)
- Monk ... Petey Cunningham (2009)
- Easy A ... Chico (2010)
- Zeke y Luther .. Kirby Cheddar (2009-2012)
- Padre de familia ... Chico (voz) (2010)
- Love or War ... Adam (2012)